# Symmetrischema
Symmetrischema is een geslacht van vlinders van de familie tastermotten (Gelechiidae).

## Soorten
- S. alternatum Povolny, 1990
- S. alticolum Povolny, 1990
- S. altisona (Meyrick, 1917)
- S. andinum Povolny, 1990
- S. anthracinum Povolny, 1990
- S. anthracoides Povolny, 1990
- S. arctanderi Povolny, 1990
- S. ardeola (Meyrick, 1931)
- S. assimile Povolny, 1990
- S. atrifascis (Meyrick, 1917)
- S. borsaniella (Köhler, 1939)
- S. capsica (Bradley & Povolny, 1965)
- S. capsicivorum Povolny, 1973
- S. cestrivora (Clarke, 1950)
- S. conifera Meyrick, 1916
- S. costaricanum Povolny, 1990
- S. disciferum Povolny, 1989
- S. draculinum Povolny, 1989
- S. dulce Povolny, 1984
- S. elementare Povolny, 1989
- S. femininum Povolny, 1989
- S. fercularia (Meyrick, 1929)
- S. funebrale Povolny, 1990
- S. grandispinum Povolny, 1990
- S. inexpectatum Povolny, 1967
- S. inkorum Povolny, 1990
- S. insertum Povolny, 1988
- S. kendallorum Blanchard & Knudson, 1982
- S. krabbei Povolny, 1990

- S. lavernella (Chambers, 1874)
- S. lectulifera (Meyrick, 1929)
- S. loquax Meyrick, 1917
- S. major Povolny, 1990
- S. nanum Povolny, 1989
- S. nummulatum Povolny, 1989
- S. oblitum Povolny, 1989
- S. peruanum Povolny, 1990
- S. piperinum Povolny, 1989
- S. primigenium Povolny, 1989
- S. pulchrum Povolny, 1989
- S. purum Povolny, 1990
- S. respectabile Povolny, 1989
- S. senex Povolny, 1990
- S. solani (Berg)
- S. solitare Povolny, 1989
- S. solum Povolny, 1989
- S. striatella (Murtfeldt, 1900)
- S. symmetricum Povolny, 1990
- S. tangolias (Gyen, 1913)
- S. ventralella (Zeller, 1877)